# (464005) 2014 WH73
(464005) 2014 WH73 es un asteroide perteneciente al cinturón de asteroides, descubierto el 1 de octubre de 2003 por el equipo Spacewatch desde el Observatorio Nacional de Kitt Peak (Arizona, Estados Unidos).